# 3A busz (Sopron)
A soproni 3A jelzésű autóbusz Lackner Kristóf utca, autóbusz-állomás és Brennbergbánya, templom végállomások között közlekedett.

## SopronbánfalvaésBrennbergbányaautóbuszjáratai

### Korábban
Sopronbánfalvára már az 1970-es években is két irányból érkeztek az autóbuszok: A Kossuth Lajos utca-Bánfalvi út, illetve a Várkerület-Vasútállomás-Ady Endre út útvonalakon. A 3-as busz eleinte csak a jelenlegi Kertváros, könyvtár elnevezésű megállóhelyig közlekedett, valamint a 10-es busz is csak a Hajnal térig járt. Ekkor még az 5-ös busz is a 3-as vonalán közlekedett, de csak a Fésűsfonalgyárig (ma: Bánfalvi út, Besenyő utca).
Majd később, az 1990-es évektől jár a 3-as busz Brennbergbányáig, és ekkor jöttek létre a 3M, 10A, 10B, 10M, majd 2002-től a 10IB, 10MB, 10Y, 2004-től a 10C, majd 2005-től a 3A busz jelzésű buszok is.
 2012. május 1-jétől átalakították a Kertváros közlekedési rendjét, miszerint Sopronbánfalva utasait már csak a 3-as, a 3Y, a 10-es és a 10Y jelzésű buszok szállítják. Ezzel a változtatással a 10-es járatok indulásainak számát is csökkentették, valamint hurokjárattá alakították át a 10-es buszt, hiszen Kertváros felső felé az Ady Endre úton, a belváros felé pedig a Bánfalvi úton közlekedik. Ellentétesen járt a 10Y busz, amely a Kertváros felé a Bánfalvi úton, a belváros felé pedig az Ady Endre úton haladt.
Szintén 2012. május 1-jétől a kertvárosi járatok Sopronbánfalva felé is a Várkerületen át közlekednek a korábbi Ógabona tér helyett.
 2022. október 22-től Sopron város önkormányzatának döntése alapján, az energiaválság következtében jelentős menetrendi változások és járatritkítások léptek érvénybe a városban. A módosítások értelmében a 10Y jelzésű járat a továbbiakban nem közlekedik, valamint kevesebb busz indul Kertváros és Brennbergbánya felé is. Ekkor visszaállították a 10-es busz közlekedésében a korábbi rendet, tehát újra mindkét irányban az Ady Endre úton halad. Két héttel később, 2022. november 8-tól a Bánfalvi úton és környékén lakók jobb kiszolgálásának érdekében a 10-es busz a Jereván lakótelep felé újra a Bánfalvi úton jár.
 2022. december 11-től a 3Y jelzésű busz már csak a Jereván lakótelep felé közlekedik, az ellenkező irányú viszonylata megszűnt.

### Jelenleg
Brennbergbányát a 3 és 3Y jelzésű buszok szolgálják ki. A 3-as busz a belvárost elkerülve, a Kossuth Lajos utcán és a Bánfalvi úton át éri el a kertvárost, míg betétjárata, a 3Y jelzésű busz Brennbergbánya felől a Brennbergi út 20. megállóhely után az Ady Endre úton, majd a vasútállomás - Ógabona tér útvonalon a Jereván lakótelepig jár.
 Akik a belvárosból utaznak Sopronbánfalvára, azok a 10-es és a 10B buszokat tudják igénybe venni. Ezek a járatok a Jereván lakótelepről indulnak, és a Várkerületen át, a vasútállomás érintésével, majd az Ady Endre úton (ellenkező irányban a Bánfalvi úton) közlekednek, előbbi Kertváros felsőig, utóbbi Brennbergi út, erdei iskoláig.

## Útvonal
| Lackner Kristóf utca, autóbusz-állomás → Brennbergbánya, templom |
| --- |
| Lackner Kristóf utca, autóbusz-állomás végállomás – Lackner Kristóf utca – Selmeci utca – Táncsics Mihály utca – Kossuth Lajos utca – Baross út – Terv utca – Öntöde utca – Ágfalvi út – Kelénpataki utca – Heimler Károly utca – Kertvárosi utca – Ágfalvi út – Besenyő utca – Bánfalvi út – Hajnal tér – Brennbergi út – Tárna utca – Soproni út – Brennbergbánya, templom végállomás |

## Megállóhelyek
| Távolság (km) | Idő (perc) | Megállóhely neve / korábbi neve(i)                     | Átszállási lehetőségek a 2012.04.30.-ig érvényes menetrend szerint | Nevezetességek / Helyek / Intézmények / Megjegyzések                                                            |
| ------------- | ---------- | ------------------------------------------------------ | --- | --- |
| 0             | 0          | Lackner Kristóf utca, autóbusz-állomás                 | 1, 2, 3, 3M, 4, 5, 5A, 5T, 5M, 6, 7, 7A, 7B, 8, 9, 10, 10A, 10B, 10IB, 10M, 10Y, 11M, 12, 12A, 13, 13B, 13M, 14, 14B, 16, 17, 20, 20K, 20M, 21, 23, 23B, 32, 33 Helyközi és távolsági autóbuszjáratok | Soproni autóbusz-állomás Soproni Rendőrkapitányság Káposztás utcai Stadion INTERSPAR áruház Vásárcsarnok        |
| 0,6           | 1          | Táncsics utca, templom Táncsics utca 4.                | 3, 3M, 4, 9, 11, 11A, 16, 17, 21 | Jézus Szíve templom Soproni SZC Vendéglátó, Kereskedelmi Technikum és Kollégium SOE Benedek Elek Pedagógiai Kar |
| 1,0           | 2          | Kossuth Lajos utca, Vadász utca Kossuth Lajos utca 20. | 3, 3M, 4, 16, 21, 22 | Sopron-Déli pályaudvar Sopron vármegye Makett és Emlékpark                                                      |
| 1,3           | 3          | Baross út, Déli pályaudvar                             | 4, 16 | Sopron-Déli pályaudvar                                                                                          |
| 2,0           | 5          | Baross út, sörgyár Baross út, szőnyeggyár              | 4, 16 | Heineken Hungária Sörgyárak Zrt.                                                                                |
| 2,4           | 5          | Terv utca Terv utca, SOFA                              | 4, 16 | Heineken Hungária Sörgyárak Zrt.                                                                                |
| 2,9           | 7          | Öntöde utca Ágfalvi út, vasöntöde                      | 4, 16, 21, 22 | |
| 3,2           | 8          | Berkenye utca                                          | 4, 16, 21, 22 | |
| 3,5           | 9          | Ágfalvi úti lakótelep                                  | 4, 16, 21, 22 | |
| 4,2           | 11         | Berkenye utca                                          | 4, 16, 21, 22 | |
| 4,4           | 12         | Öntöde utca Ágfalvi út, vasöntöde                      | 4, 16, 21, 22 | |
| 5,1           | 13         | Bánfalvi út, Besenyő utca Fésűsfonalgyár               | 3, 3M, 10B, 10IB, 10MB, 10Y, 21, 22 | Soproni Német Nemzetiségi Általános Iskola Aldi áruház                                                          |
| 5,7           | 14         | Bánfalvi út 100.                                       | 3, 3M, 10B, 10IB, 10MB, 10Y | |
| 6,4           | 15         | Kertváros, könyvtár Kertváros, kultúrház               | 3, 3M, 10, 10A, 10B, 10IB, 10MB, 10Y | Bánfalvi karmelita kolostor és templom Soproni Mária Magdolna templom Evangélikus templom Könyvtár              |
| 6,9           | 16         | Brennbergi út 20. Brennbergi út 20. (Ózon Camping)     | 3, 3M, 10, 10B, 10IB, 10M, 10MB | |
| 7,4           | 17         | Kertváros felső                                        | 3, 3M, 10, 10B, 10IB, 10M, 10MB | |
| 8,3           | 19         | Brennbergi út, erdei iskola                            | 3, 3M, 10IB, 10M, 10MB | Doborjáni Ferenc EGYMI - Erdei iskola                                                                           |
| 8,8           | 20         | Brennbergi út, ifjúsági tábor                          | 3, 10IB, 10M, 10MB | Soproni Gyermek és Ifjúsági Tábor                                                                               |
| 10,9          | 22         | Görbehalom, Fehér híd                                  | 3, 10M, 10MB | Dr. Fehér Dániel forrás Fehér úti tó (Ágfalva) Görbehalmi Bányamúzeum                                           |
| 11,3          | 25         | Görbehalom, Bányamester köz Görbehalom felső           | 3, 10M, 10MB | |
| 12,6          | 27         | Brennbergbánya, Soproni út 4. Brennbergbánya alsó      | 3, 10M, 10MB | |
| 13,3          | 29         | Brennbergbánya, templom                                | 3, 10M, 10MB | Szent Borbála templom Brennbergi harangláb Posta                                                                |